# (8923) Yamakawa
(8923) Yamakawa  es un asteroide perteneciente al cinturón de asteroides, descubierto el 30 de noviembre de 1996 por Takao Kobayashi desde el Observatorio de Ōizumi, en Japón.

## Designación y nombre
Yamakawa se designó inicialmente como 1996 WQ1.
Más adelante, en 2003 fue nombrado por  Hiroshi Yamakawa (nacido en 1965) quien es diseñador de trayectorias y misiones interplanetarias en ISAS. Trabajó para la misión MUSES-C, principalmente en su fase inicial. Actualmente es el director de estudios del orbitador MMO Mercury, planificado como una de las naves espaciales para la misión internacional a Mercurio BepiColombo de la ESA-ISAS.

## Características orbitales
Yamakawa orbita a una distancia media del Sol de 2,418 ua, pudiendo acercarse hasta 2,068 ua y alejarse hasta 2,768 ua. Tiene una excentricidad de 0,145 y una inclinación orbital de 1,559° grados. Emplea en completar una órbita alrededor del Sol 1373,40 días.
Pertenece a la familia de asteroides de (135) Hertha.

## Características físicas
Su magnitud absoluta es 14,43. Tiene 3,116 km de diámetro. Su albedo se estima en 0,380.